# Diego Placente
Diego Rodolfo Placente (Buenos Aires, 24 april 1979) is een Argentijnse profvoetballer die op dit moment uitkomt voor Nacional Montevideo.

## Carrière
Placente begon zijn carrière bij Argentinos Juniors in 1996, daarna ging hij naar River Plate in 1997. In 2001 kwam hij naar Europa en tekende een contract bij Bayer Leverkusen waar hij bleef tot 2005. Met Bayer wist hij in het topseizoen 2001-02 zowel de finales van de Duitse beker als de Champions League te halen, maar niet te winnen. De club greep in dat seizoen ook net naast het landskampioenschap.
Na zijn vertrek in 2005 speelde Placente twee seizoenen voor de Spaanse club Celta de Vigo. Na degradatie van de club naar de Segunda División A besluit hij weer terug te keren naar Argentinië. Bij San Lorenzo de Almagro tekende hij een contract met de clausule dat hij transfervrij mocht vertrekken als een Europese club hem wilde contracteren. In de zomer van 2008 maakte het Franse Bordeaux van deze clausule gebruik en legde de Argentijn voor twee seizoen vast.

## Nationaal elftal
Placente werd geselecteerd voor diverse jeugdselecties. In 1997 wist hij op het wereldkampioenschap onder de 20 jaar met Argentinië wereldkampioen te worden. In 2000 maakte hij zijn debuut voor het grote nationale team van Argentinië en speelde tot heden 22 interlands, maar scoorde daarin nog niet. Placente zat in de Argentijnse selectie voor het WK 2002 en in die van de Confederations Cup in 2005. In de groepswedstrijden van de Confederations Cup speelde hij geen minuut, maar mocht in de basis starten in de finale. De finale werd met 4-1 verloren van Brazilië.

## Erelijst
| Jaar: | Hoogtepunt:                                       |
| ----- | ------------------------------------------------- |
| 1997  | FIFA Wereld Jeugd Kampioenschap                   |
| 1998  | Landskampioen Apertura (River Plate)              |
| 2000  | Landskampioen Apertura (River Plate)              |
| 2000  | Landskampioen Clausura (River Plate)              |
| 2002  | Bundesliga vice-kampioen (Bayer Leverkusen)       |
| 2002  | UEFA Champions League-finalist (Bayer Leverkusen) |
| 2002  | Duitse Beker-finalist (Bayer Leverkusen)          |
| 2005  | Confederations Cup-finalist (Argentinië)          |
| 2008  | Trophée des Champions-winnaar (Bordeaux)          |